# Chile i olympiska vinterspelen 1976
Chile deltog med 5 deltagare vid de olympiska vinterspelen 1976 i Innsbruck. Ingen av landets deltagare erövrade någon medalj.